# Triều đại Asaf Jahi
Nhà Asaf Jahi (tiếng Hindi: आसफ़ जाही राजवंश) là một triều đại Hồi giáo cai trị Nhà nước Hyderabad. Gia tộc này đến Bán đảo Ấn Độ vào cuối thế kỷ XVII và trở thành quan lại của Đế quốc Mogul. Họ là những người bảo trợ lớn cho văn học, ngôn ngữ và văn hóa Ấn-Ba Tư nói chung.
Vương triều được thành lập bởi Mir Qamar-ud-Din Siddiqi, một Phó vương xứ Deccan (chức quan quản lý 6 thống đốc Mogul) dưới thời các hoàng đế Mogul từ 1713 đến 1721. Ông cai trị không liên tục sau cái chết của Hoàng đế Aurangzeb vào năm 1707 và dưới tước hiệu Asaf Jah vào năm 1724. Đế chế Mogul sụp đổ và Phó vương xứ Deccan, Asaf Jah I, tuyên bố độc lập, lãnh thổ của ông kéo dài từ sông Narmada ở phía Bắc đến Tiruchirapalli ở phía Nam và Machilipatnam ở phía Đông đến Bijapur ở phía Tây.
Asaf Jahi được xem là vương tộc đầu tiên tại Tiểu lục địa Ấn Độ ký kết hiệp ước chấp nhận sự bảo hộ của người Anh và trở thành một cánh tay đắc lực của Công ty Đông Ấn Anh trong quá trình người Anh chinh phục và thuộc địa hoá Ấn Độ. Vì thế, Nhà nước Hyderabad của triều đại Asaf Jahi được Đế chế Anh xếp hàng đầu trong số hơn 400 phiên vương quốc ở Ấn Độ thuộc Anh. Vương tộc này cũng cai trị một lãnh thổ rộng lớn thứ 2 trong số các phiên quốc Ấn Độ, với diện tích hơn 215.000 Km2 và dân số thì đông nhất trong số các phiên quốc, với hơn 16 triệu người. Những nhà cai trị của Asaf Jahi nhận được đặc ân danh dự lớn nhất trong đế chế, với 21 phát súng đại bác lễ nghi.
Vị quân chủ cuối cùng của vương triều Asaf Jahi là Mir Osman Ali Khan, vị Nizam thứ 7 của Nhà nước Hyderabad. Ông được Tạp chí Time bầu chọn là người giàu nhất thế giới mọi thời đại, ước tính, tài sản của ông tương đương với 2% GDP của Hoa Kỳ.